# Benedict Hollerbach
Benedict Hollerbach (* 17. Mai 2001 in Starnberg) ist ein deutscher Fußballspieler. Der Offensivspieler steht seit Juli 2025 beim Erstligisten 1. FSV Mainz 05 unter Vertrag. Mit der U17 des FC Bayern München gewann er in der Saison 2016/17 die deutsche B-Junioren-Meisterschaft (2:0-Sieg gegen den SV Werder Bremen) und wurde in der darauf folgenden Saison 2017/18 deutscher B-Junioren-Vizemeister (2:3-Finalniederlage gegen Borussia Dortmund). Für die deutsche U18-Junioren-Nationalmannschaft bestritt er zwei Länderspiele. Mit dem Ex-Bundesligaspieler Bernd Hollerbach ist Benedict Hollerbach weder verwandt noch verschwägert.

## Karriere

### Schule
Benedict Hollerbach besuchte das Theodolinden-Gymnasium (TLG) in München-Harlaching, das er 2019 mit dem Abitur abschloss. Mit dem TLG, einer DFB-Eliteschule des Fußballs, wurde er zweimal deutscher Schulmeister (2013 Gewinner des DFB Schul-Cups (WK IV) in Bad Blankenburg; 2017 Sieger beim Bundesfinale Jugend trainiert für Olympia (WK II) in Berlin).

### Vereine
Seine fußballerische Laufbahn begann er im Alter von knapp fünf Jahren in der G-Jugend des TSV Tutzing. Nachdem er mit acht Jahren zu einem Sichtungstraining beim TSV 1860 München eingeladen und in den dortigen sogenannten Förderkader aufgenommen worden war, wechselte Benedict Hollerbach zur Saison 2010/11 in die U10 der Junglöwen. Beim TSV 1860 München spielte Hollerbach insgesamt 4 Jahre (U10–U13) auf sämtlichen Offensivpositionen und wurde mit diesem für seine ausgezeichnete Jugendarbeit bekannten Traditionsverein u. a. Sieger beim Merkur-Cup-Finale mit der U11 und Meister der U13-Bezirksoberliga (BOL) mit der jahrgangsjüngeren U12.
Zur Saison 2014/15 wechselte Hollerbach zum FC Bayern München, wo er die folgenden fünf Jahre als Stürmer sämtliche Jugendmannschaften von der U14 bis zur U19 durchlief. In dieser ereignisreichen Zeit erhielt Hollerbach die Gelegenheit, sich in der deutschen B- und A-Junioren-Bundesliga sowie auf einer Vielzahl nationaler und internationaler Top-Turniere etc. regelmäßig mit einer Vielzahl der besten Jugendmannschaften aus dem In- und Ausland zu messen. Höhepunkte seiner erfolgreichen Zeit beim FC Bayern waren der zweimalige Gewinn der B-Junioren-Meisterschaft in der Bundesliga Süd/Südwest unter seinen damaligen Trainern Tim Walter und Holger Seitz. Bei den anschließenden Teilnahmen an den Endrunden der deutschen B-Junioren-Meisterschaft konnte beide Male das Finale erreicht werden. Während die U17 des FC Bayern in der Saison 2016/17 das Finale um die deutsche Meisterschaft durch einen 2:0-Sieg über den SV Werder Bremen gewinnen konnte und Hollerbach dabei nach seiner Einwechslung den Treffer zum 2:0-Endstand erzielte, musste er sich mit seiner Mannschaft in der folgenden Saison 17/18 im DFB-Endspiel knapp mit 2:3 gegen Borussia Dortmund geschlagen geben. In der folgenden Saison 18/19 kam Hollerbach als jüngerer U19-Jahrgang unter seinem neuen Trainer Sebastian Hoeneß nur zu insgesamt 8 (Kurz-)Einsätzen in der U19-Bundesliga S/SW bzw. zu drei Einwechslungen im DFB-Pokal der Junioren sowie in der UEFA Youth League. Insgesamt erzielte Hollerbach in drei Jahren im Jugend-Leistungsbereich des FC Bayern (U16, U17, U19 I) als Offensivspieler in 58 Ligaspielen 37 Tore und leistete 19 Vorlagen.
Seine Ausbildung im Jugendbereich schloss Hollerbach in der U19 des VfB Stuttgart unter dem Trainer Nico Willig ab. In der Saison 2019/20 schoss er als Stürmer in 19 Spielen der A-Junioren-Bundesliga S/SW elf Tore und bereitete fünf vor. Zudem erzielte er in drei Spielen im DFB-Pokal der Junioren zwei Treffer und gab eine Torvorlage. Beim coronabedingten Saisonabbruch stand Hollerbach mit den „Jungen Wilden“ auf Tabellenplatz 3 sowie im Halbfinale des DFB-Pokals.
Nachdem Hollerbach die folgende Saisonvorbereitung noch mit der U21 des VfB bestritten hatte, wechselte er kurz vor Beginn der Drittligasaison 2020/21 zum Zweitliga-Absteiger SV Wehen Wiesbaden mit einem Vertrag bis Juni 2023. Sein Debüt gab Hollerbach am ersten Spieltag am 19. September 2020 beim 0:0 im Heimspiel gegen Aufsteiger SC Verl, wo er in der 67. Minute für Johannes Wurtz eingewechselt wurde. Seine ersten beiden Tore im Profifußball erzielte Hollerbach am 6. Dezember 2020 beim 2:1-Heimsieg gegen Hansa Rostock.. Nachdem er schon in seinen ersten beiden Saisons zum Stammpersonal zählte, aber dabei eher als Vorbereiter denn als Torschütze auffiel, wurde er im dritten Jahr beim SVWW mit 14 Treffern zum zweitbesten Torschützen seiner Mannschaft (nach Ivan Prtajin mit 15 Toren). In den Relegationsspielen gegen Arminia Bielefeld spielte er sich mit insgesamt drei Treffern ins Rampenlicht. Durch den Aufstieg in die 2. Bundesliga verlängerte sich sein Vertrag automatisch.
Zur Saison 2023/24 wechselte Hollerbach in die Bundesliga zum Champions-League-Teilnehmer 1. FC Union Berlin. Zunächst nur Ersatzspieler, stand er unter dem neuen Trainer Nenad Bjelica regelmäßig in der Startelf und erzielte am 14. Spieltag beim 3:1 gegen Borussia Mönchengladbach sein erstes Bundesligator.
Im Sommer 2025 wechselte er zum 1. FSV Mainz 05 und unterschrieb dort einen Vertrag bis 2029.

## Auswahlmannschaften DFB und BFV
Von der U16 bis zur U19 wurde Hollerbach diverse Male zu Lehrgängen des DFB eingeladen. Mit der U18 der deutschen Nationalmannschaft unter dem DFB-Trainer Frank Kramer nahm er im Dezember 2018 am Winterturnier in Israel teil, bei dem Hollerbach in beiden Länderspielen gegen Serbien (1:1) und Israel (2:0) in der Startelf stand und gegen Serbien die zwischenzeitliche Führung zum 1:0 erzielte.
Mit dem DFB U19-Perspektivkader nahm Hollerbach im Oktober 2019 außer Konkurrenz am DFB U18-Sichtungsturnier der Landesverbände teil. In vier Spielen blieb die DFB-Elf ungeschlagen (drei Siege, ein Unentschieden). Hollerbach war mit insgesamt fünf Toren erfolgreichster Torschütze des DFB-Kaders.
Auf Landesebene war Hollerbach in der U16 und der U18 Spieler im Leistungskader des Bayerischen Fußball-Verbandes (BFV). Mit der U16 des BFV nahm er vom 4. bis 9. Mai 2017 am DFB-Sichtungsturnier der Landesverbände in Duisburg-Wedau teil, das die Mannschaft des Verbandstrainers Engin Yanova nach drei Siegen und einem Unentschieden als Turniersieger beendete. Mit vier Treffern leistete Hollerbach einen wichtigen Beitrag zum Erfolg seine Mannschaft.

## Erfolge
SV Wehen Wiesbaden
- Aufstieg in die 2. Bundesliga: 2023